# Francesc Calero Roger
Francesc Calero Roger (Reus (?), 27 de novembre de 1715 - 20 de juliol de 1762), conegut com «lo Venecià», va ser un mestre d'obres català.
Fill d'un destacat mestre de cases, va ser un reconegut artesà i l'any 1751 se li va confiar, a ell i a altres mestres de cases, la construcció del Quarter de Cavalleria de Reus. Va construir altres edificis a la ciutat. Se suposa que va iniciar la construcció del Palau Bofarull, ja que al morir va nomenar marmessor a Josep de Bofarull, l'iniciador del llinatge reusenc dels Bofarull.
Es conserva al Museu Comarcal de Reus la seva làpida mortuòria. Josep Olesti diu que Cèsar Martinell a la seva obra Arquitectura i escultura barroques a Catalunya, explica que la família Calero tenia un destacat interès en mantenir el renom de «Lo Venecià» per als seus primogènits.